# Izuroodborst
De izuroodborst (Larvivora tanensis) is een zangvogel uit de familie Muscicapidae (vliegenvangers). De vogel werd in 1923 als ondersoort van de Japanse roodborst geldig beschreven als Erithacus akahige tanensis.

## Kenmerken
De vogel is 14 tot 15 cm lang en lijkt sterk op de in Europa voorkomende roodborst. De soort heeft echter een rode staart. Bij deze soort heeft het mannetje geen duidelijke zwarte band onder het rood op de borst en is de buik egaal grijs, bij het vrouwt lichter grijs.

## Verspreiding en leefgebied
Deze soort komt endemisch voor op de Izu-eilanden. De leefgebieden liggen in oud bos met dichte ondergroei in heuvelland tot op 800 meter boven zeeniveau. Komt ook voor in stedelijk gebied, mits enigszins bebost.

## Status
De SSSS heeft een beperkt verspreidingsgebied en daardoor is de kans op uitsterven aanwezig. De grootte van de populatie werd in 2016 door BirdLife International geschat op 1500 tot 7000 volwassen individuen. De populatie-aantallen nemen af door habitatverlies. Het leefgebied wordt aangetast door ontbossing waarbij natuurlijk bos plaats maakt voor intensieve bosteelt. Om deze redenen staat deze soort als kwetsbaar op de Rode Lijst van de IUCN.